# Dzset (uralkodó)
Dzset (Manethón listájában talán: Uenephész, görög írással: Ουενεφης) ókori egyiptomi fáraó, a thiniszi kori I. királydinasztia uralkodója az i. e. 30. század körül. Nevének jelentése Kígyó. Az Uadzset névváltozat alsó-egyiptomi kígyóistennőt takar, akinek alakja Nehbet keselyűistennővel együtt a két királyság isteni védnökeként mindig feltűnik az egyesített koronán (pszent vagy szehemti – „Két Hatalmas”). 

## Uralkodása
Egy Abüdoszban előkerült agyagtábla alapján Dzser és Meritneith között uralkodott. Meritneith státusza azonban bizonytalan, lehetett Dzser vagy Dzset felesége is, csak annyi látszik biztosnak, hogy Meritneith Den anyja volt. Dzset sírjában egy Ahaneith nevű nő sztéléjét is megtalálták, róla sem tudni, kije volt.
Dzset uralkodásáról semmilyen konkrétum nem ismert.
Dzset sírja az abüdoszi temető Z jelű építménye, amelyet Dzser, Meritneith és Anedzsib sírjai vesznek körül. Günter Dreyer rekonstrukciója alapján e sír masztabaszerű, de favázas-gyékényfonatos felépítménnyel rendelkezett, kettős dombalakban. A sír körül 174 darab melléktemetkezés mutatható ki. A korábban Dzset kenotáfiumának tartott szakkarai 3504-es számú sírról ma már tudjuk, hogy egy Szehemha nevű emberé volt.

## Jegyzetek

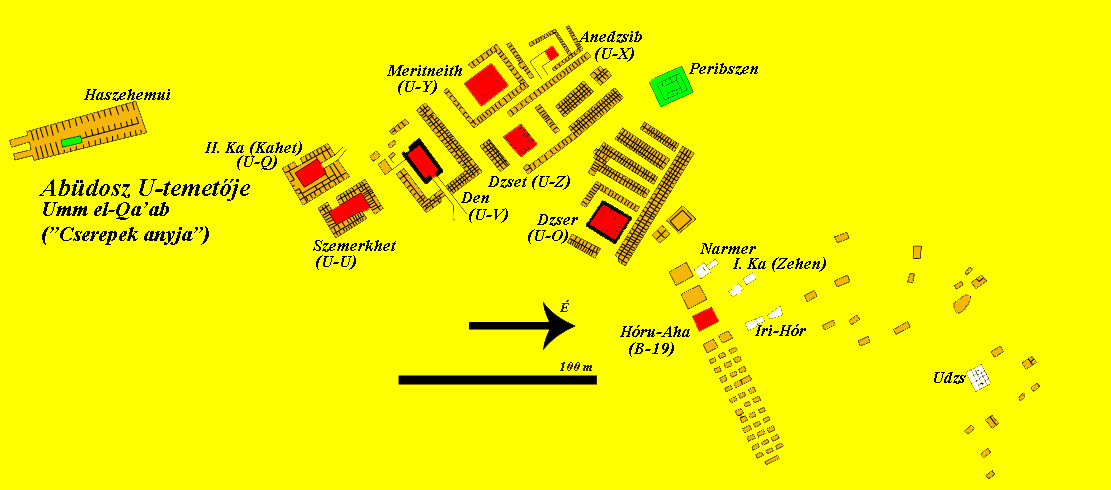
Az abüdoszi temető (Umm el-Kaáb) Dzset sírjával

## Titulatúra
A fáraók titulatúrájának magyarázatát és történetét lásd az Ötelemű titulatúra szócikkben.
| G5 |

| G5 |

| I10 |

| I10 |

| I10 |

| I10 |

| G5 |

| G5 |

| I10 |

| I10 |

| I10 |

| I10 |

| G39 | N5 | \| \| |
|     |    |       |

|  |

| G39 | N5 | \| \| |
|     |    |       |

|  |

| M17 | X1 | G1 |

| M17 | X1 | G1 |

| M17 | X1 | G1 |

| M17 | X1 | G1 |

| M17 | X1 | G1 |

| M17 | X1 | G1 |

| M17 | X1 | G1 |

| M17 | X1 | G1 |

| G39 | N5 | \| \| |
|     |    |       |

|  |

| G39 | N5 | \| \| |
|     |    |       |

|  |

| M17 | X1 | G1 |

| M17 | X1 | G1 |

| M17 | X1 | G1 |

| M17 | X1 | G1 |

| M17 | X1 | G1 |

| M17 | X1 | G1 |

| M17 | X1 | G1 |

| M17 | X1 | G1 |